# Heriaeus fedotovi
Heriaeus fedotovi är en spindelart som beskrevs av Dmitry Evstratievich Kharitonov 1946. Heriaeus fedotovi ingår i släktet Heriaeus och familjen krabbspindlar. Inga underarter finns listade i Catalogue of Life.